# Majakowski-Theater (Moskau)

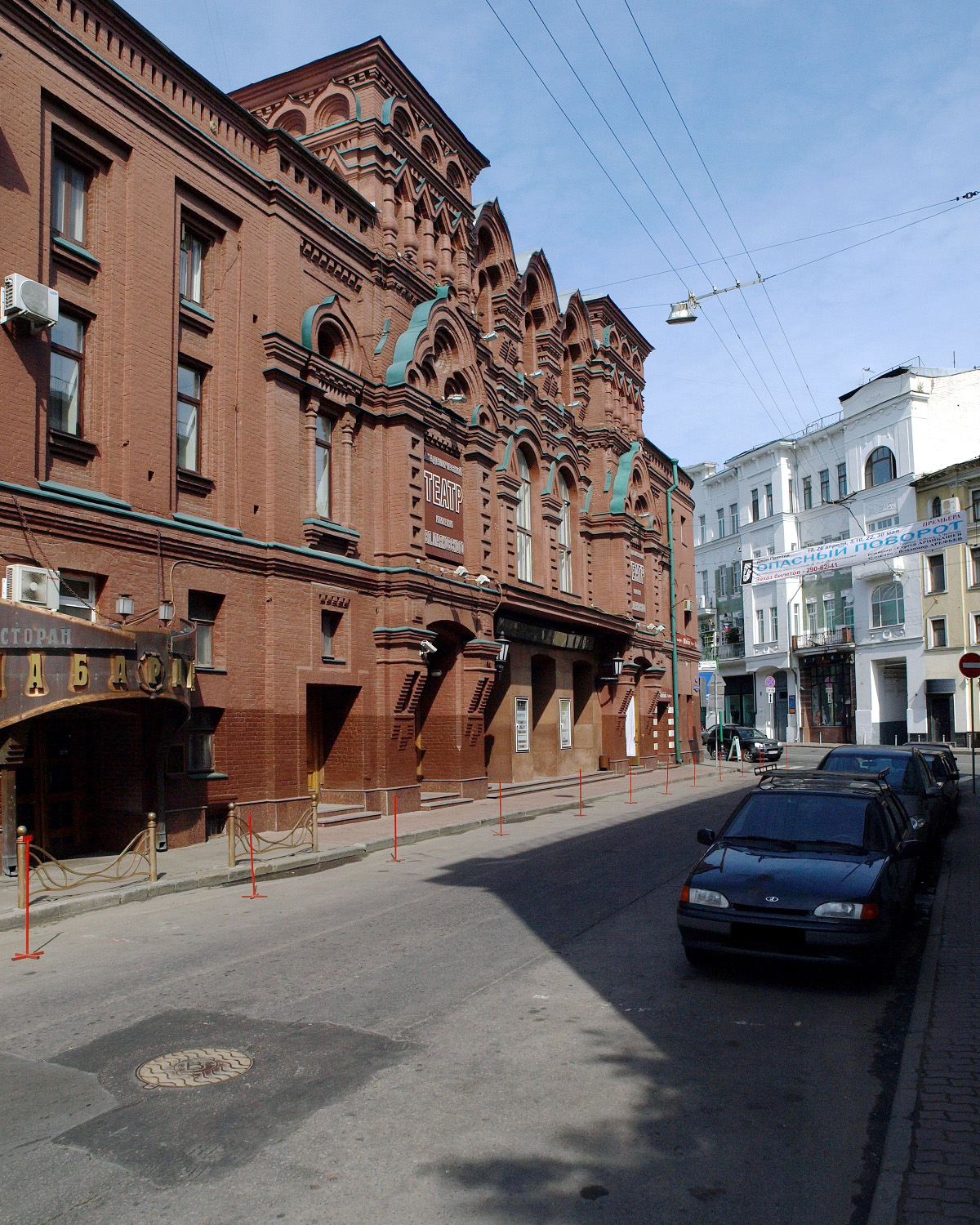
Das Theatergebäude, erbaut 1886

Das Moskauer Akademische Majakowski-Theater (russisch Московский Академический Театр имени Вл.Маяковского ‚Moskauer Akademisches Theater, benannt nach Vl. Mayakovsky‘), benannt nach dem futuristischen Dichter Wladimir Majakowski, ist ein Sprechtheater in Moskau. Es bietet Aufführungen von Stücken Alexander Ostrowskis und Leo Tolstois sowie Aufführungen unabhängiger privater Theaterunternehmen. Das Theater verfügt über 1067 Plätze. 

## Geschichte
Das 1920 gegründete Theater hieß bis 1943 Theater der Revolution und unterstand in den 1920er Jahren der Leitung Wsewolod Meyerholds. Als Nikolai Ochlopkow das Theater 1943 übernahm, trug es zunächst den Namen Dramatisches Theater. 1954 erhielt es seine heutige Bezeichnung. Ihm wurde der Ehrentitel Akademisches Theater verliehen. Nach dem Tod Ochlopkows 1967 wurde das Theater bis 2001 von Andrej Gontscharow geleitet. 

## Leitung (Auswahl)
- 2002–2011: Sergei Nikolajewitsch Arzibaschew (1951–2015),  russischer Theaterregisseur und Schauspieler
- seit 2011: Mindaugas Karbauskis (* 1972), litauisch-russischer Theater-Regisseur